# Laktoza
Laktoza (prema lat. lac, genitiv lactis: mlijeko) ili mliječni šećer je disaharid formule C12H22O11 koji se nalazi u mlijeku sisavaca. Nastaje u mliječnim žlijezdama iz monosaharida glukoze i galaktoze. Laktoza se uz pomoć enzima laktaze u probavnome traktu razgrađuje na sastavne dijelove, koji zatim ulaze u proces glikolize. U odraslih osoba nedostatak enzima laktaze nije rijedak, pa one ne podnose nefermentirano mlijeko u svojoj prehrani. Bakterije mliječno-kiseloga vrenja (npr. roda Lactobacillus) razgrađuju laktozu na mliječnu kiselinu, što izaziva kiseljenje i grušanje mlijeka, pa se upotrebljavaju u proizvodnji mliječnih prerađevina.